# A Romance of the West
A Romance of the West è un cortometraggio muto del 1912 diretto e interpretato da Arthur Mackley, protagonista della storia insieme alla moglie Julia Mackley.

## Produzione
Il film fu prodotto dall'Essanay Film Manufacturing Company. Venne girato a Lakeside, in California.

## Distribuzione
Distribuito dalla General Film Company, il film uscì nelle sale cinematografiche statunitensi il 9 marzo 1912.